# Glan
O Glan ( pronúncia) é um lago da Suécia, localizado no norte da província histórica da Östergötland. Tem uma área de 74 km², uma profundidade máxima de 22 m, e está situado a 21 m acima do nível do mar. É atravessado pelo rio Motala, estando situado a nordeste do lago Roxen e a oeste da cidade de Norrköping.
As águas do Glan servem o consumo humano na cidade de Norrköping e são igualmente procuradas por pescadores amadores, devido a serem ricas em peixes como a brema, o alburnete, a perca e o lúcio.